# Estación de Kennington
Kennington es una estación del metro de Londres, en el barrio de Kennington, municipio de Southwark, en Londres, Reino Unido.
Inaugurada en 1890, tiene servicios de la Northern Line. Sirve como estación de confluencia en el sur de los dos ramales de la Northern Line que atraviesan el centro de Londres por rutas diferentes (los ramales de Charing Cross y de Bank).